# Nossa Senhora do Rosário (Luziânia)

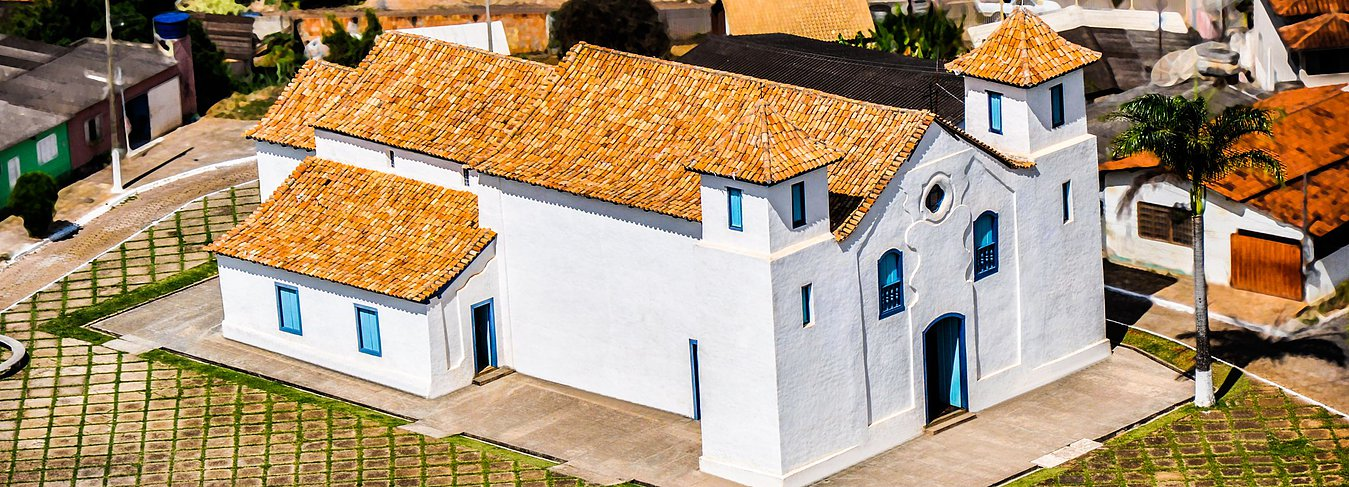

A Igreja de Nossa Senhora do Rosário de Santa Luzia ou simplesmente Igreja do Rosário, se encontra no bairro do Rosário na cidade de Luziânia, no leste do estado do Goiás, no Brasil.

## História

### Antecedentes

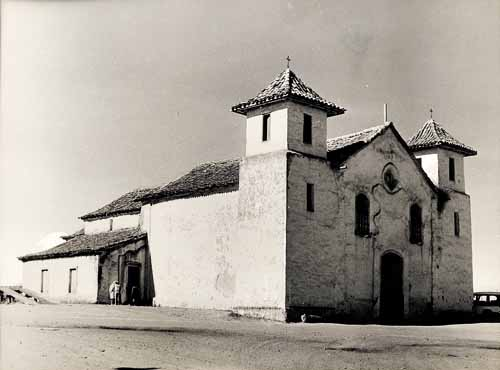
Crédito: Arquivo Público do DF/Divulgação. Igreja Nossa Senhora do Rosário, na cidade de Luziânia - GO.

A cidade de Luziânia, anteriormente o Arraial de Santa Luzia, teve sua origem no ano de 1746, quando uma bandeira vindoura de Paracatu, Minas Gerais, comandada por Antônio Bueno de Azevedo, encontrou jazidas de ouro no Rio Vermelho. A descoberta atraiu uma grande quantidade de pessoas e a cidade logo se tornou um ponto importante na rota do ouro e na estrada do comércio de africanos escravizados vindouros da Bahia, Grão-Pará e Maranhão, atuando como entrada para a Capitania de Goiás. Em menos de um ano, o arraial contava com mais de 10.000 habitantes.
Desde o início da história cidade, a Igreja Católica se mostrou presente na região. O marco inicial de Santa Luzia deu-se por uma modesta casa de oração localizada no topo de um morro ás margens do garimpo e, ao seu redor, o arraial começou a se estruturar, seguindo ruas tortuosas e desordenadas pela ladeira do Rosário. O local dessa capela seria mais tarde onde a Igreja do Rosário seria edificada.
Assim como ocorrido em cidades da mesma época, a primeira grande edificação construída na cidade foi a Igreja Matriz, erguida entre 1765 e 1767. No entanto, apenas a população branca podia frequentá-la. A presença africana na cidade era significativa e, portanto, havia uma forte demanda para uma igreja que abrigasse essa população. Surge, então, a ideia da construção da Igreja do Rosário, a partir de mais de quatrocentas pessoas de raça negra, escravizados e livres.
Em uma reunião na igreja matriz, um grande número de pessoas debateu, sob a presidência do vigário José Pires dos Santos, tal pretensão da população negra. Temendo uma insurreição e tendo boas justificativas em contraponto, a ideia da construção da Igreja foi amplamente aceita e aclamada.
A população de negros, que não possuía renda própria, dependeu de doações e esmolas para angariar fundos para a construção da Igreja. Passados vinte e sete meses, haviam arrecadado um total de duas mil e cem oitavas de ouro, além da promessa de que, a cada mês, receberiam, até a finalização da obra, uma quantia de, no mínimo, cento e cinquenta oitavas. A edificação da igreja, até o momento, dependia exclusivamente da licença para construção, sendo esta imediatamente requerida ao poder competente.

### A construção

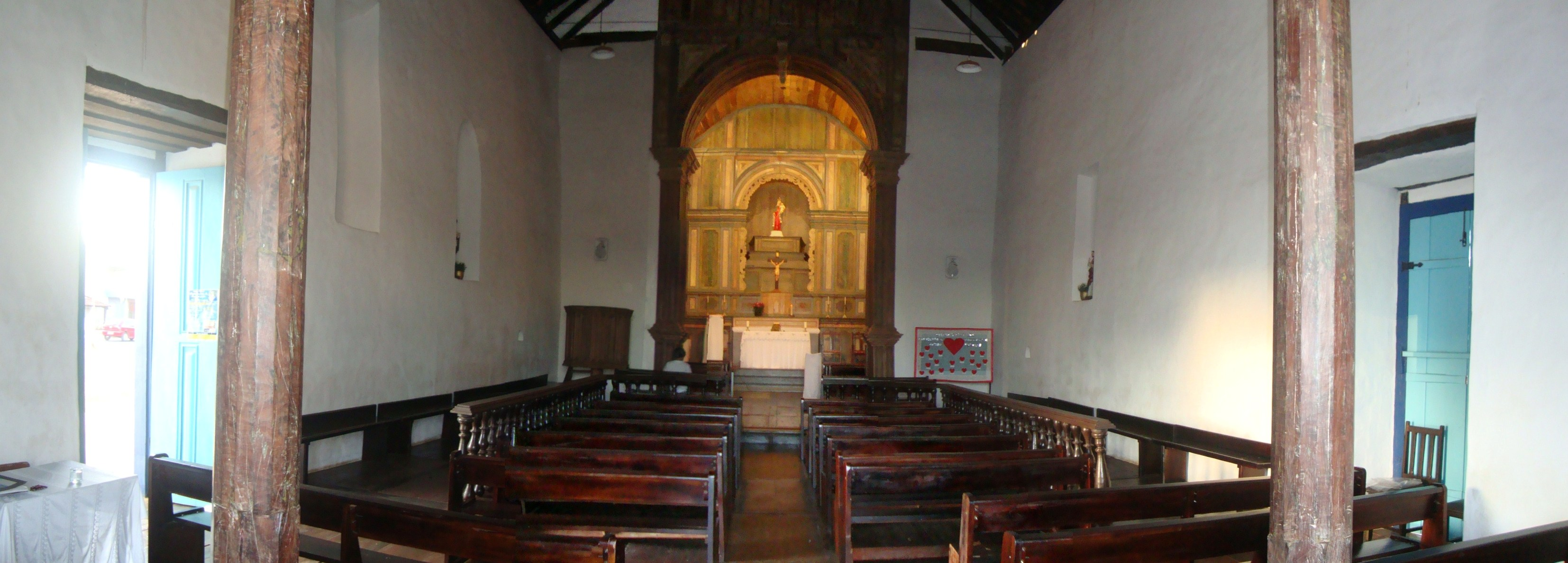
Imagem interna da igreja

A antiga casa de oração foi demolida para dar lugar a nova igreja, mas foram passados seis anos até que a iniciativa da construção da igreja fosse tomada
Foi organizada uma comissão responsável por organizar a obtenção dos materiais bem como a feitura da planta e seu respectivo orçamento. Tal comissão era formada pelo capitão Manoel da Costa Torres, pelo mestre de campo Manuel de Bastos Nerva, por José Pereira Lisboa, João Pereira Guimarães e pelo padre Jerônimo Moreira de Carvalho. O projeto da igreja foi realizado por Ignácio da Costa Xavier, mesmo arquiteto responsável pelo projeto da Igreja Matriz.
Na data de 2 de junho de 1769, a licença para o funcionamento da igreja foi emitida e deu-se então início à construção. Após uma missa solene celebrada pelo padre Jerônimo Moreira de Carvalho num barracão armado provisoriamente no canteiro de obra, os esteios iniciais da construção foram estabelecidos e benzidos. Algum tempo depois, a permissão eclesiástica para sua abertura também foi concedida.
A inauguração oficial da igreja aconteceu no dia 21 de outubro de 1769.

### Século XVIII
No ano seguinte ao início da construção, chegaram a igreja, provenientes da Bahia e carregadas por escravos, imagens de Nossa Senhora da Fortaleza, Nossa Senhora do Rosário, de São Francisco, São José e São Benedito para o altar.

### Século XIX

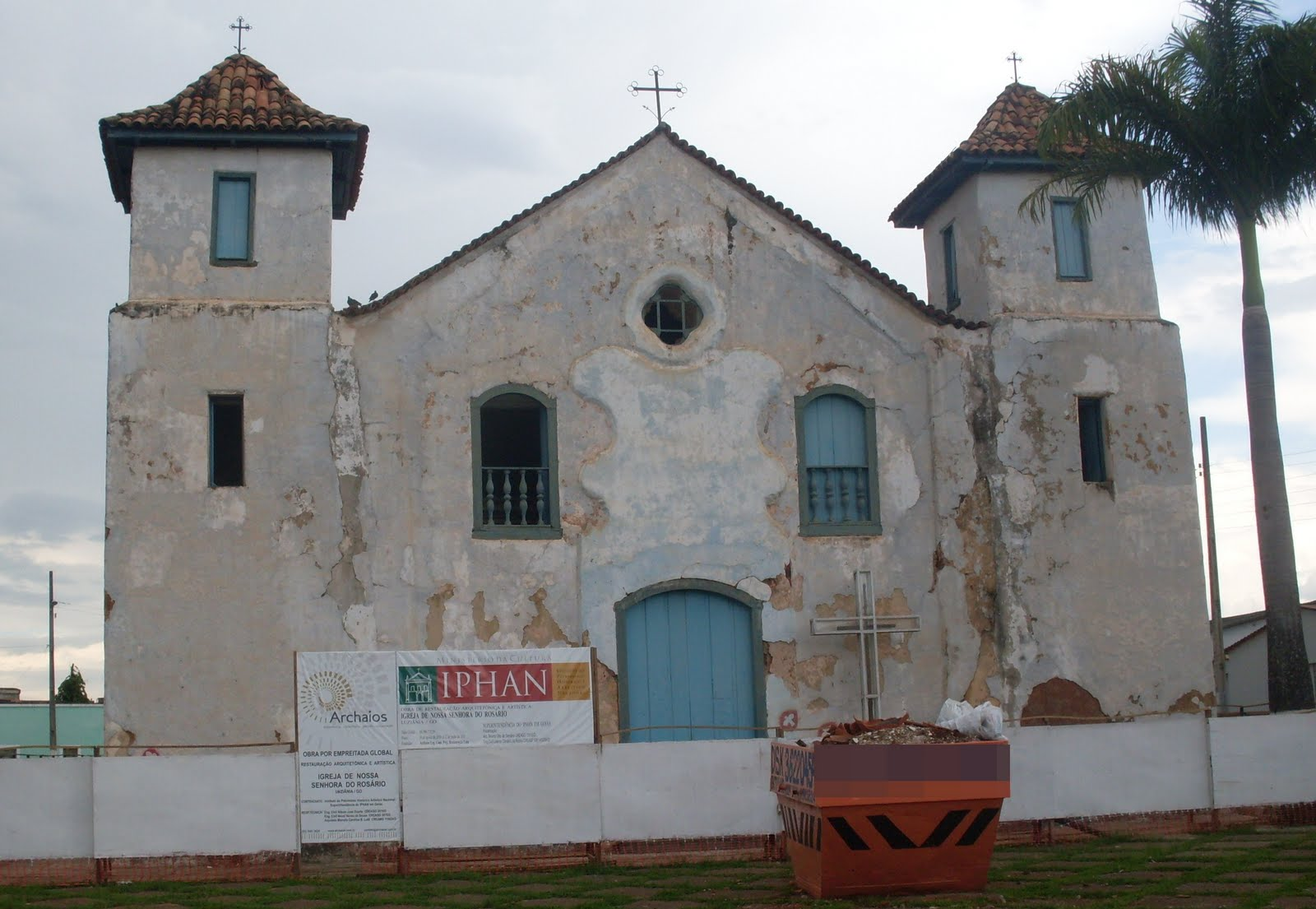
Fachada da igreja durante a reforma em 2011

Até o ano de 1888, eram realizados sepultamentos à vista de todos na parte interna da Igreja. Dos oitenta e sete túmulos encontrados sob o piso de madeira da Igreja do Rosário, apenas dois devidamente registrados. O primeiro, túmulo de número 84, de inscrição “28 de abril de 1875, aqui jaz D.C.C.P.B”, é o leito de Cândida Coutinho Pereira Braga, esposa de Delfino Pereira Braga, tesoureiro da Igreja na época. O segundo túmulo, de tumba número 9, pertence a José Pereira de Souza, única pessoa executada por enforcamento no município de Santa Luzia, e último um homem livre de que se tem registro a ser executado no país, no dia 30 de outubro de 1861.

### Século XX

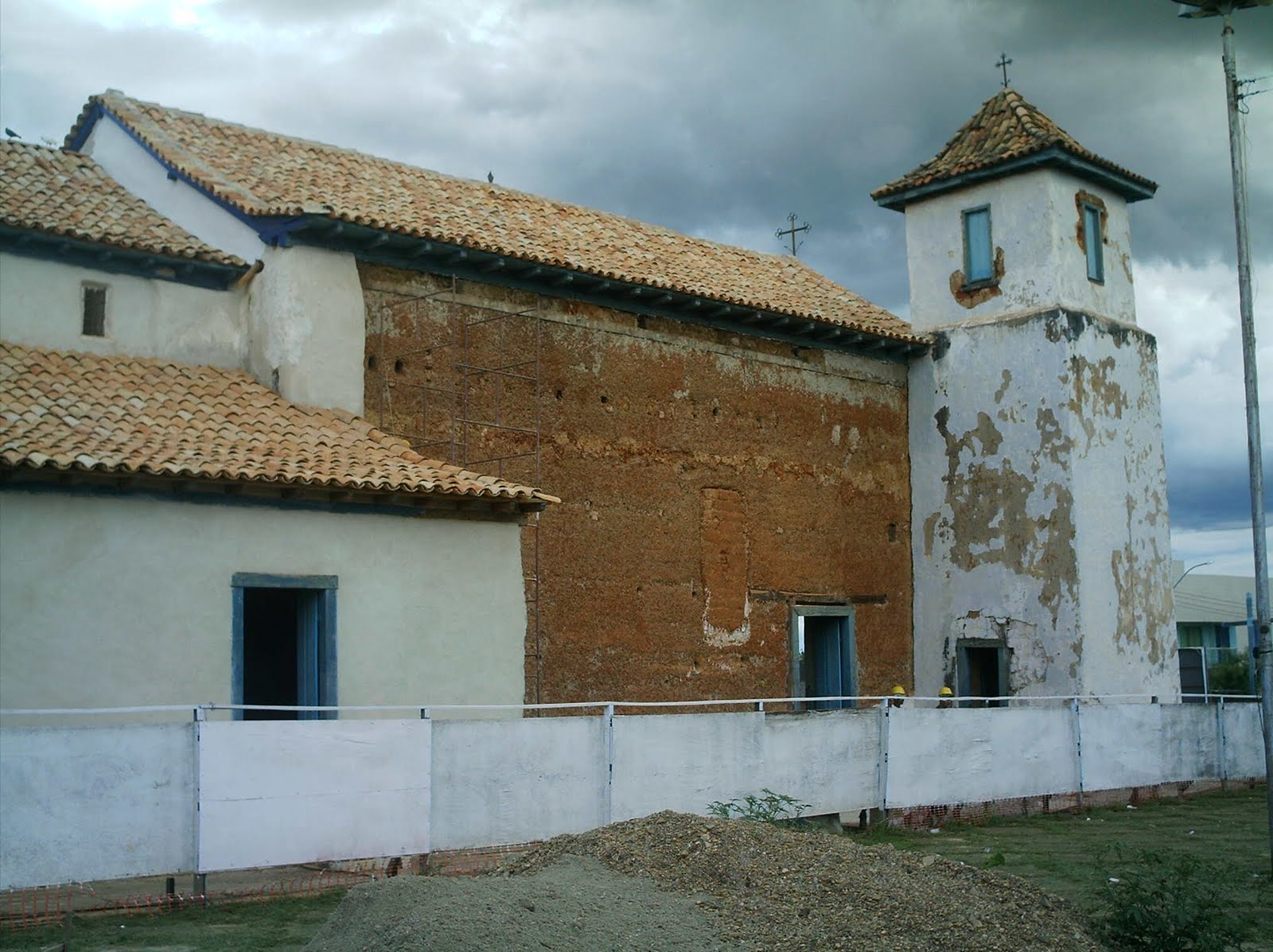
Lateral da igreja durante a reforma em 2011

Em 1917 deu-se início a primeira reforma na igreja de que se tem registro, consistindo no reparo de pequenas áreas.
Em 1929 uma obra de restauração foi realizada pela supervisão do frei dominicano Vicente.
Em 1932, os sinos foram removidos e transferidos para a Igreja Matriz.
Em 1934, o frei dominicano Gabriel Maria de Menezes foi responsável por uma das reformas mais notáveis onde foram feitas muitas alterações na igreja. Salas laterais e atrás do altar foram diminuídas ara a metade de seu tamanho original, bem como a altura das torres foi diminuída, foram retirados três artísticos altares da parte interna da igreja, com imagens de Santa Luzia, Sagrado Coração de Jesus e Sagrado Coração de Maria e estes foram levados para a Igreja Matriz. O púlpito antes localizado na parede lateral direita foi removido. Na capela mor, foram adicionados mais cinco nichos onde antes havia um único para a imagem de São Benedito, ficando três de cada lado da capela.
Com a construção de Brasília na segunda metade do século e a chegada de trabalhadores para a nova capital, a cidade passou por um novo período de acelerado aumento populacional, o que acabou acarretando na descaracterização de grande parte de seu núcleo histórico.
A partir da Lei Estadual nº 8.915 sancionada em 13 de outubro de 1980, a Igreja do Rosário foi tombada como patrimônio histórico e artístico.
Uma nova reforma foi iniciada no período de julho de 1999 pelo IPHAN com o intuito de restaurar a igreja após ter sido interditada por risco de desabamento. Técnicas modernas de restauração foram utilizadas e alguns túmulos foram abertos, no entanto nenhuma ossada foi encontrada.

### Século XXI

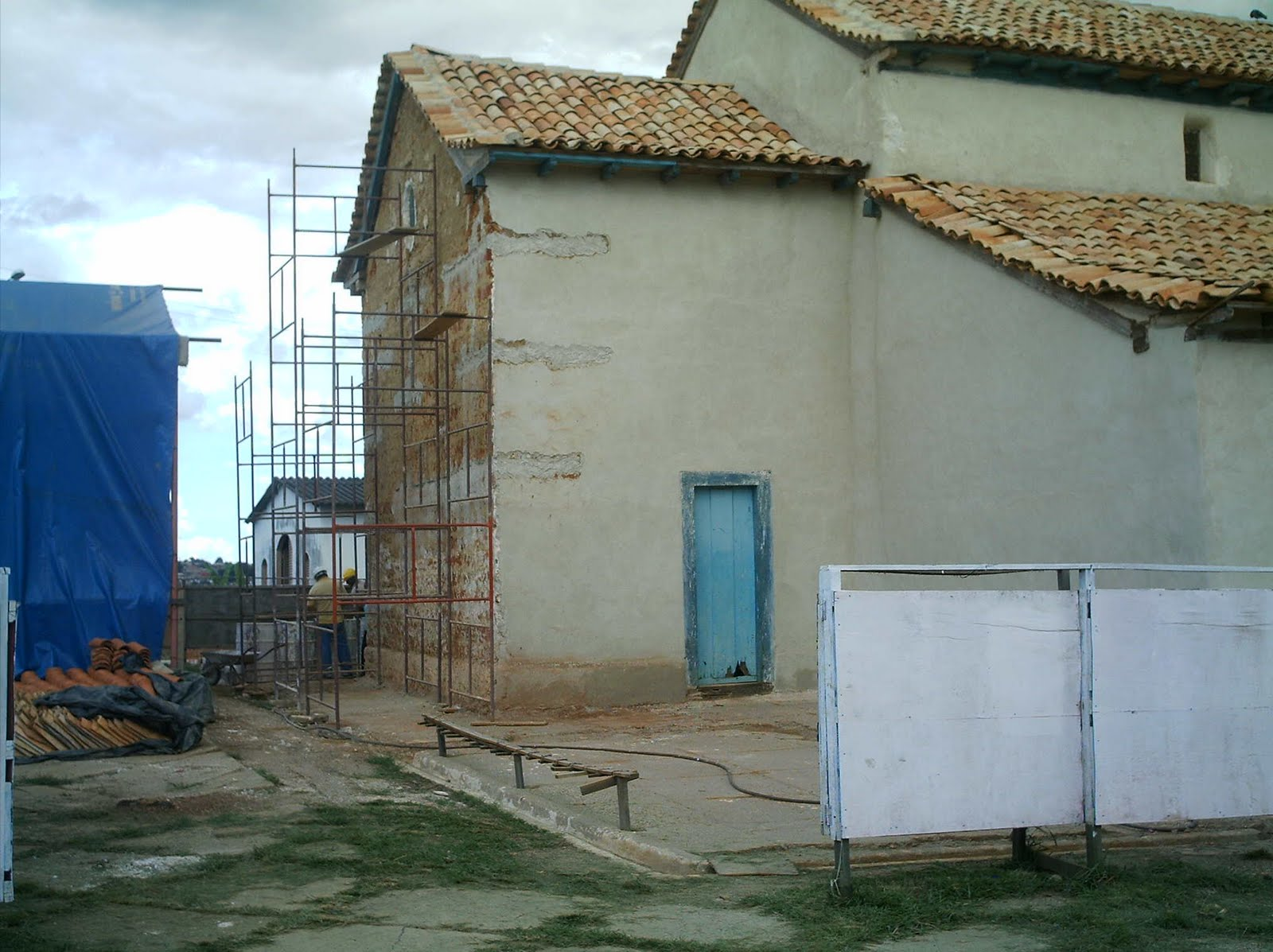
Parte posterior da igreja durante a reforma em 2011

No segundo semestre de 2010 a igreja foi novamente interditada para passar por uma nova restauração. Entre os serviços executados podem ser citados a drenagem externa, a troca das instalações elétricas e do reboco, o restauro das peças artísticas e restauro das alvenarias, escadas, esquadrias, forros e pisos além da substituição das telhas. Além disso, foram adicionados sistema de som e prevenção contra incêndio bem como instalações hidráulicas, além disso a igreja recebeu pinturas e revestimentos novos. A obra foi concluída em setembro de 2011 e os investimentos foram da ordem de R$ 966,7 mil.

## Características

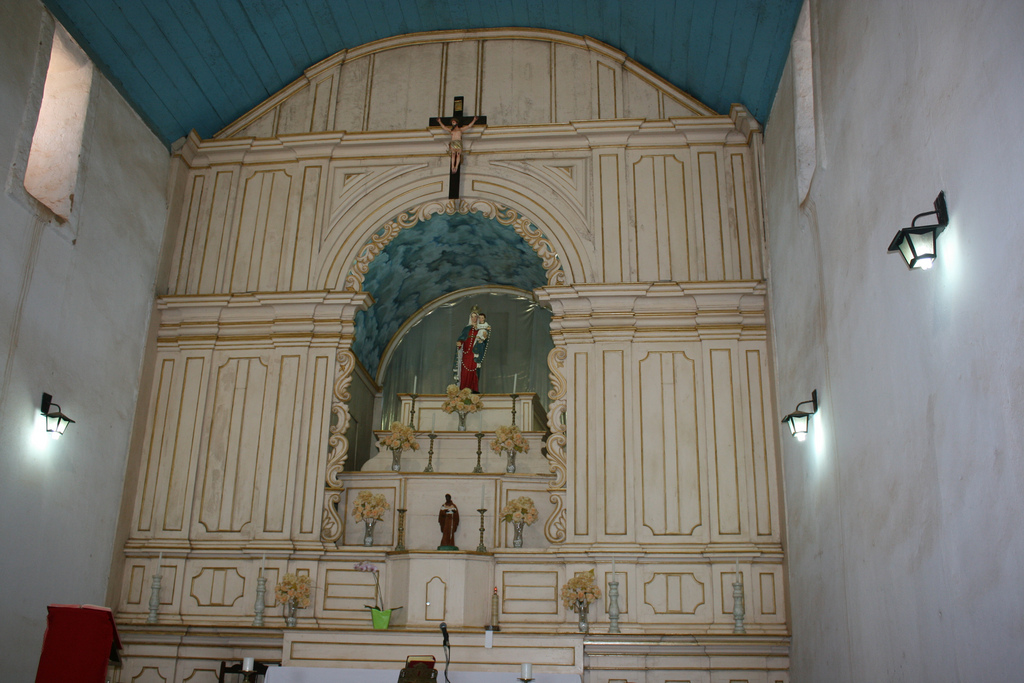
Altar da Igreja

Possuindo 36 metros de comprimento e uma altura de 12 metros do chão à cumeeira, a Igreja do Rosário teve seus grandes paredões levantados em taipa de pilão e cobertos com cal, possuindo um metro e meio de espessura. A fachada principal possui 18 metros de altura, levando em conta as torres sineiras, que sobem cerca de 3 metros em relação à nave.
A população negra teve grande contribuição na arte encontrada no interior da igreja, principalmente no acabamento dado ao madeiramento do altar, cujo corte se assemelha ao corte de serras elétricas modernas.

## Visitação e cultura
Atualmente, a Igreja do Rosário se encontra aberta diariamente à visitação pública de 08:00 às 17:00h
A Igreja do Rosário, além de referência para a cidade,  é de uma grande importância para a comunidade local, atuando como centro cultural onde, há mais de dois séculos, é realizada a maior festa religiosa do município de Luziânia, a Festa do Divino Espírito Santo. Nela acontecem folias de rua, leilões e feiras e outras atividades.